# Jubileu de la Redempció
El Jubileu de la Redempció o Any Sant de la Redempció és un jubileu extraordinari convocat en dues ocasions per commemorar l'aniversari de la Resurrecció de Jesús. El 1933, el va convocar i celebrar el papa Pius XI, mentre que el 1983 ho va fer el papa Joan Pau II. És un gran esdeveniment religiós centrat en la figura de Crist Redemptor.

## Any Sant de la Redempció de 1933
Va ser convocat per sorpresa pel papa Pius XI el 24 de desembre de 1932. Va començar el Diumenge de Passió de 1933 amb l'obertura de la Porta Santa i clausurat el Dilluns de Passió del següent any.

## Any Sant de la Redempció de 1983
L'últim d'ells va ser convocat i posteriorment celebrat per Joan Pau II el 1983, en complir-el 1950è aniversari de la Redempció, així ho anunciava:
| «             | Cada any litúrgic és en veritat celebració dels misteris de la nostra Redempció; però la commemoració jubilar de la mort salvadora de Crist suggereix que tal celebració sigui més intensament participada. Ja el 1933 el papa Pius XI de venerable memòria va voler recordar, amb feliç intuïció, el xixè Centenari de la Redempció amb un Any Extraordinari, sense entrar per una altra part en la qüestió de la data precisa en què va ser crucificat el Senyor. Atès que aquest any 1983 coincideix amb el 1950è aniversari d'aquell gran esdeveniment, ha estat madurat dins meu la decisió, que ja vaig manifestar al Col·legi Cardenalici el 26 de novembre de 1982, de dedicar un any sencer a recordar de manera especial la Redempció, per tal que aquesta penetri més a fons en el pensament i en l'acció de tota l'Església. Tal Jubileu començarà el dia 25 del proper mes de març, Solemnitat de l'Anunciació del Senyor, que recorda l'instant providencial en què el Verb etern, fent-se home per obra de l'Esperit Sant dins de la Mare de Déu, va participar de la nostra carn «per destruir per la mort al que tenia l'imperi de la mort, és a dir, al diable, i alliberar a aquells que per temor de la mort estaven tota la vida subjectes a servitud». Es conclourà el dia 22 d'abril de 1984, Diumenge de Pasqua, dia de la plenitud de l'alegria procurada pel Sacrifici redemptor de Crist, gràcies al qual l'Església «reneix i s'alimenta contínuament de manera meravellosa». Sigui doncs aquest un Any veritablement Sant, sigui realment un temps de gràcia i de salvació, més intensament santificat per l'acceptació de les gràcies de la Redempció per part de la humanitat del nostre temps, mitjançant la renovació espiritual de tot el poble de Déu, que té com a cap Crist «que va ser lliurat a la mort pels nostres pecats i ressuscitat per a la nostra justificació». (...) | » |
| — Joan Pau II | |   |

El 29 de setembre i 29 d'octubre de 1983, es va dur a terme a la VI Assemblea General Ordinària del Sínode dels bisbes, amb el tema «La penitència i el perdó en la missió de l'Església».
Durant el Diumenge de Rams de 1984 es va dur a terme Jubileu dels Joves, antecedent principal a la Jornada Mundial de la Joventut, que va comptar amb la participació de la mare Teresa de Calcuta.
Després de concloure aquest Jubileu, Joan Pau II va deixar dos documents relacionats amb aquest:
- la carta apostòlica Salvifici Doloris, sobre el valor salvífic del sofriment,
- l'exhortació apostòlica Reconciliatio et paenitentia, sobre el sagrament de la reconciliació.